# ¡Ay, mi madre!
¡Ay, mi madre! es una película española de comedia dirigida por Frank Ariza y estrenada en marzo de 2019. La película narra la historia de una mujer, que al morir su madre, regresa a su antiguo pueblo de Andalucía y se sorprende de las intenciones de su madre reflejadas en su testamento.

## Argumento
María es una joven que tras el fallecimiento de su madre debe regresar a su pueblo de Andalucía. María está dispuesta a conseguir su herencia, pero para acceder a ella tiene que cumplir una condición: casarse y tener hijos. Para esto, María le pedirá ayuda a su primo Segundo.

## Reparto
- Estefanía de los Santos como María.
- Secun De La Rosa como Segundo.
- Paz Vega como Pili.
- Mariola Fuentes como Rossi de la Vega.
- Marta Torné como Carla.
- Terele Pávez como Petra.
- María Alfonsa Rosso como Isabel.
- Concha Galán como Juani.
- Alfonso Sánchez como Juan.

## Producción
El guion ha sido elaborado por el director de la película, Frank Ariza. Oscar Montesinos es el encargado de la fotografía de la película.

## Lanzamiento y recepción
La película no es recomendada para menores de 12 años. Se estrenó en España el 29 de marzo de 2019. La primera semana de estreno la película consiguió una recaudación estimada de 769,50 euros y alcanzó los 140 espectadores.